# Steel Authority of India
Steel Authority of India (Limited) (SAIL) is na Tata Steel het grootste geïntegreerd staalbedrijf van India en in 2020 het op 23 na grootste ter wereld.

## Activiteiten
In 2020 telde SAIL ruim 65.000 werknemers, een aantal dat jaar na jaar fors omlaag gaat terwijl de productie per werknemer stijgt. In 2007 werkten er nog 130.000 mensen.
Er werd in 2020 vijftien miljoen ton staal geproduceerd, een miljoen ton minder dan twee jaar eerder. Deze terugval had te maken met de maatregelen die in India waren genomen naar aanleiding van de coronapandemie. Ruim 95% van de staalproductie wordt binnen India verkocht.
Het bezit eigen ijzerertsmijnen. In 2021 werd dertig miljoen ton ijzererts gedolven, waarvan een tiende werd doorverkocht. Het bezit ook steenkoolmijnen, maar 90% van de benodigde steenkool moet worden geïmporteerd. Er zijn ook enkele joint ventures aangegaan met Indiase energiebedrijven. Op die manier heeft SAIL eigen energiecentrales gebouwd die in 2020-21 64% van de 1230 MW die nodig was leverden.
SAIL is voor zo'n 65% in handen van de Indiase overheid. Ongeveer tien procent wordt op de beurs verhandeld.

## Geschiedenis
De geschiedenis van het staalbedrijf gaat terug tot Hindustan Steel, opgericht in 1954, en Bokaro Steel, opgericht in 1964. Voor Hindustan Steel werd met Duitse hulp een staalfabriek gebouwd bij Rourkela. Met Russische hulp werd een tweede fabriek gebouwd bij Bhilai en met Britse hulp een derde bij Durgapur. De drie fabrieken kwamen in 1959 in bedrijf. Voor Bokaro Steel werd met Russische hulp een fabriek gebouwd die in 1972 klaar was.
In 1972 werd ook Salem Steel opgericht. Hier wordt roestvast staal gemaakt. In 1973 werd besloten de verschillende staalbedrijven onder te brengen in een holding die Steel Authority of India werd genoemd. In 1978 werden de afzonderlijke bedrijven samengevoegd tot één onderneming. In dat jaar nam de Indiase overheid ook het wankelende Indian Iron & Steel, opgericht in 1918 nabij Asansol, over en bracht deze onder bij SAIL. In 2006 fuseerden de twee. In 1986 werd Maharashtra Elektrosmelt uit Chandrapur overgenomen en hernoemd tot Chandrapur Ferro Alloy Plant. Hier worden ferrolegeringen geproduceerd met vlamboogovens. In 1989 werd Visvesvaraya Iron and Steel overgenomen. Deze staalfabriek nabij Bhadravati was opgericht in 1923 als Mysore Iron and Steel Works en na problemen in handen van de overheid gekomen.
In 1992 kreeg SAIL een notering op de Beurs van Bombay. In 1997 kreeg het de status van Navaratna. Dat gaf het staatsbedrijf een grotere autonomie om te investeren en internationaal door te groeien. In 2010 werd de status verhoogd tot Maharatna, wat nog meer autonomie met zich meebracht.

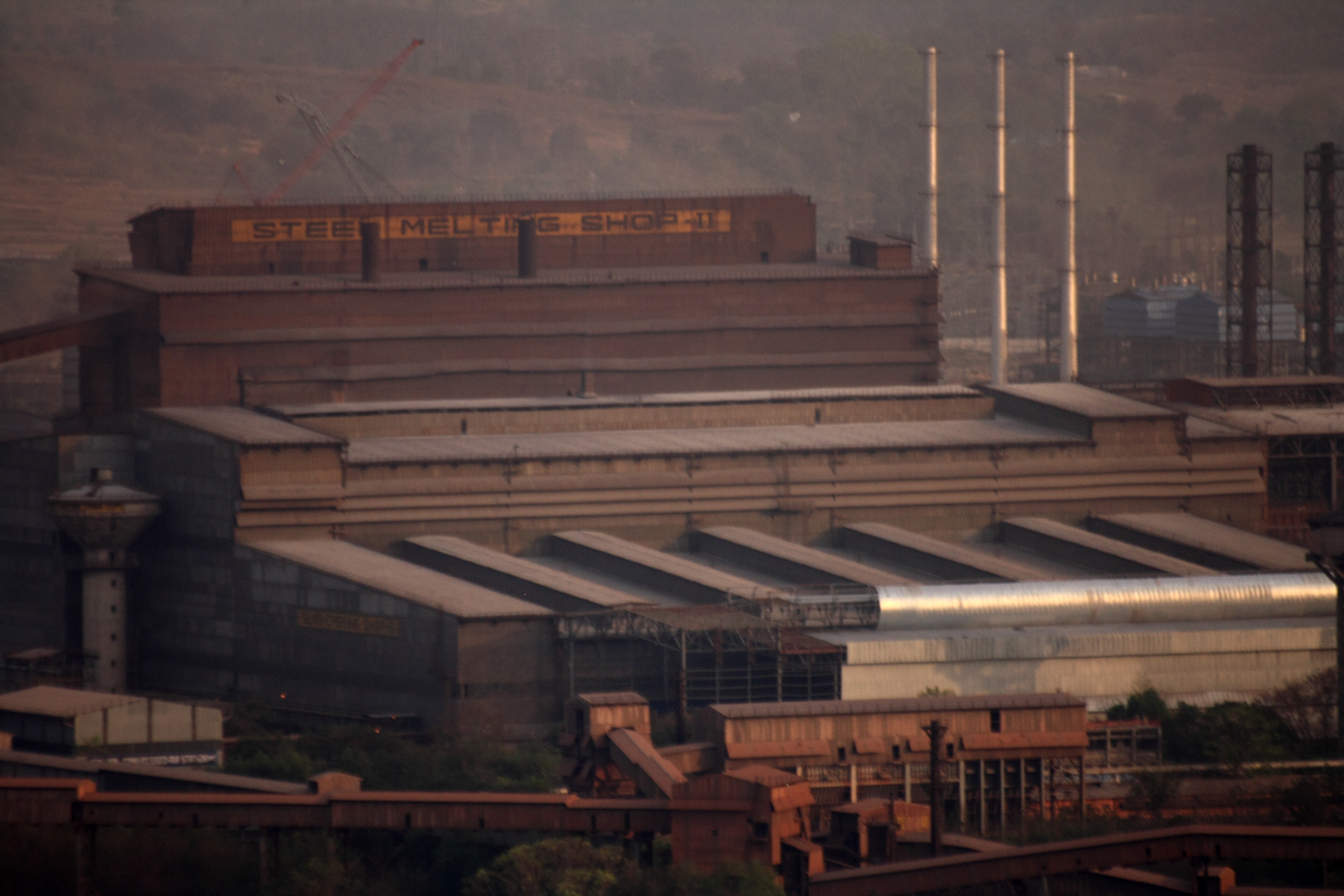
De staalfabriek van Rourkela.
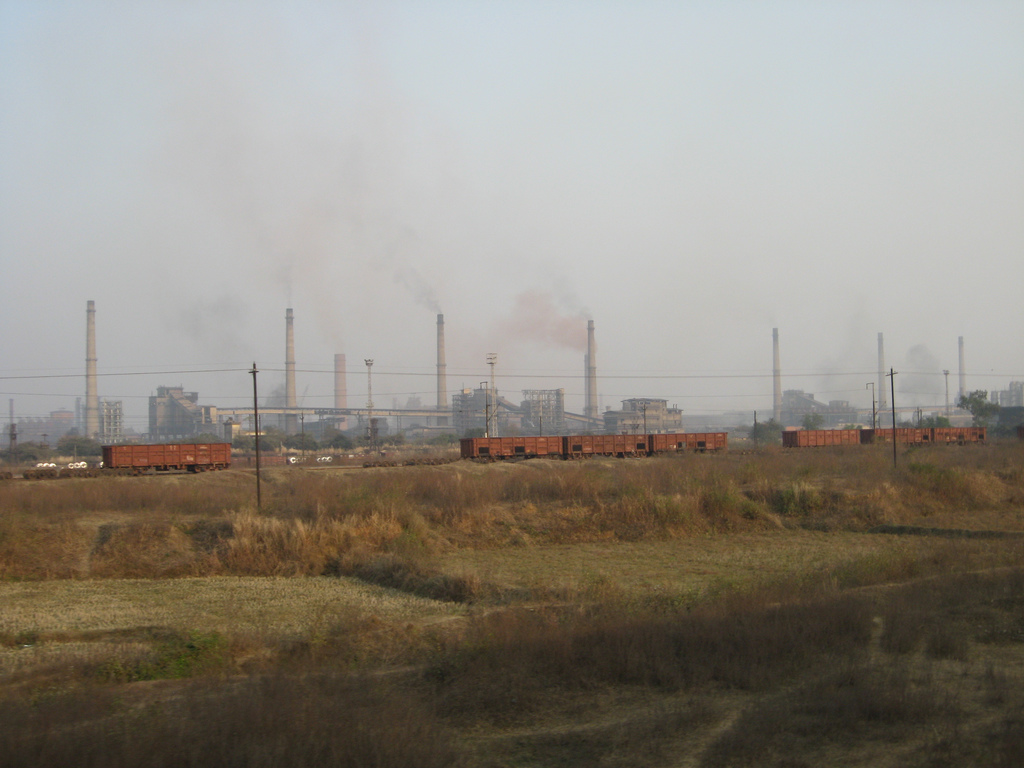
De staalfabriek van Bokaro.
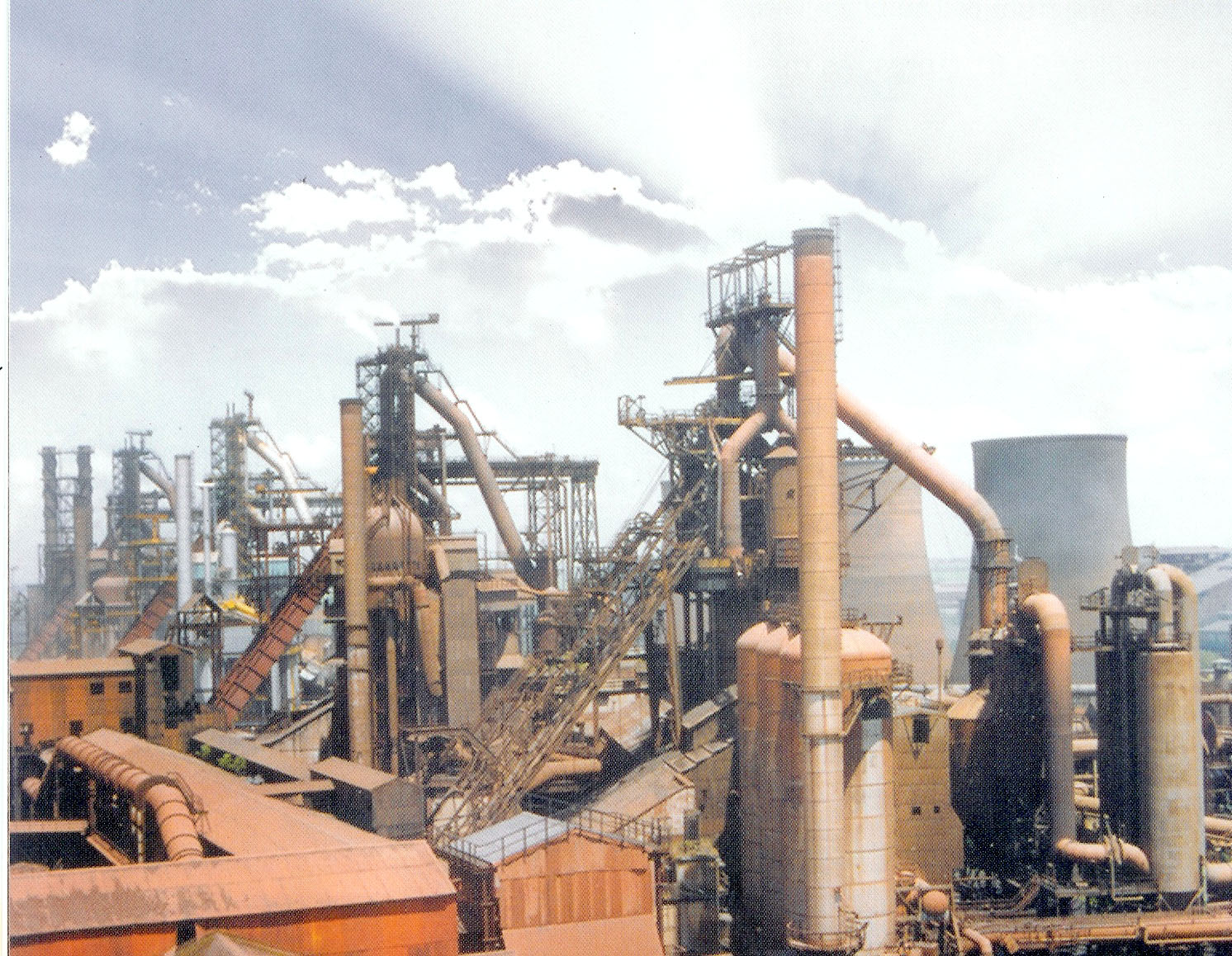
De staalfabriek van Durgapur.
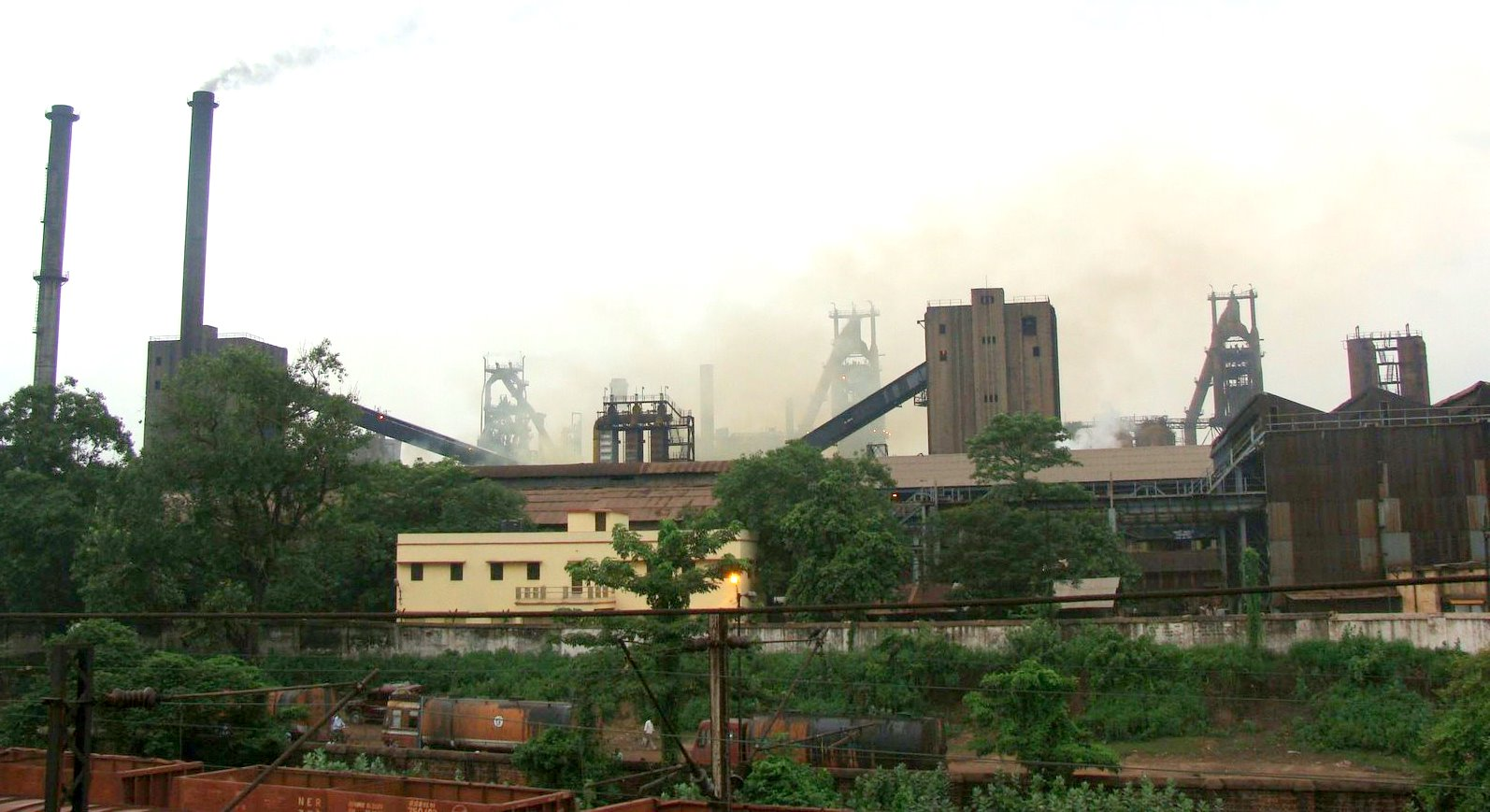
De oude IISCO-fabriek in Burnpur.